# Ladislav Koubek
Ladislav Koubek (21 aprile 1920 – 9 ottobre 1992) è stato un calciatore cecoslovacco, di ruolo difensore.

## Carriera

### Club
Ha sempre giocato nel campionato cecoslovacco.

### Nazionale
Ha collezionato 8 presenze in Nazionale.